# Centro Médico Isaac Shamir
El Centro Médico Isaac Shamir, anteriormente llamado Centro Médico Assaf Harofeh, es un hospital con una superficie de 24 hectáreas, el centro está ubicado a 15 kilómetros al sureste de Tel Aviv, Israel.

## Historia
El Centro Médico lleva el nombre de Asaf el Judío, autor del Juramento de Asaf y uno de los primeros textos médicos en idioma hebreo. La instalación se estableció en 1918 como hospital militar del Ejército Británico en los últimos días de la Primera Guerra Mundial.
El centro estaba ubicado junto a la extensa base militar británica de Tzrifin. Después de la creación del Estado de Israel, se convirtió en un hospital israelí. En julio de 2008, la esgrimista olímpica israelí Delila Hatuel se sometió a un tratamiento en la cámara hiperbárica de oxígeno del hospital para acelerar la curación de un ligamento cruzado anterior desgarrado. La deportista pudo competir en los Juegos Olímpicos de Pekín 2008 en Beijing el mes siguiente. El hospital pasó a llamarse en honor al ex-Primer ministro israelí Isaac Shamir en abril de 2017.

## Servicios
Es uno de los hospitales más grandes de Israel, con más de 800 camas. El centro sirve a más de 370000 personas en el centro de Israel. Como centro de enseñanza, el hospital forma parte de la Facultad de Medicina Sackler de la Universidad de Tel Aviv. En sus terrenos se encuentra una escuela académica de enfermería y fisioterapia.